# Laelia amaurotera
Laelia amaurotera är en fjärilsart som beskrevs av Collenette 1932. Laelia amaurotera ingår i släktet Laelia och familjen tofsspinnare. Inga underarter finns listade i Catalogue of Life.